# Jean-Pierre Jossua
Jean-Pierre Jossua (Boulogne-Billancourt, 24 settembre 1930 – Verneuil-sur-Avre, 1º febbraio 2021) è stato un teologo e scrittore francese.
Fu uno dei condirettori della rivista Concilium.

## Biografia
Membro di una famiglia ebrea originaria di Salonicco, durante l'occupazione tedesca dovette rifugiarsi a Nizza, per poi andare in esilio in Argentina. Suo padre, rimasto in Francia, fu arrestato e deportato ad Auschwitz, dove morì nel 1943; sua madre Marcelle, nata Cazes, divenne traduttrice.
Al termine degli studi in medicina, Jean-Pierre si convertì al Cristianesimo e, nel '53, entrò a far parte dell'Ordine domenicano. Completò gli studi di teologia presso la facoltà domenicana di Le Saulchoir e discusse una tesi di dottorato statale in teologia presso la Facoltà Teologica Cattolica di Strasburgo.
La sua “teologia letteraria” presenta un duplice risvolto. Il primo, emerso nel 1973, fu definito la scrittura letteraria dell'esperienza e della riflessione cristiana. Il secondo, sviluppato a partire dal 1980, consiste in una lettura teologica della letteratura, con un complesso di studi che furono raccolti in una serie di volumi e integrati dal 1987 all'interno del bollettino critico annuale della Revue des sciences philosophiques et théologiques. Questo doppio orientamento si proponeva di essere paradigmatico del rapporto tra Cristianesimo e cultura.
Dal '70 al '96 fu uno dei condirettori della rivista Concilium, e, dal 1988 al '96, della rivista La Vie spirituelle. Nel '77 tenne un lettorato all'Università di Edimburgo su Pierre Bayle e il problema del male, in occasione delle Gifford Lectures. Il suo bollettino di teologia letteraria fu pubblicato ogni anno dalla Revue des sciences philosophies et theologiques. 
Nel 2000 fu invitato a tenere lezioni presso l'Aula Joan Maragal di Barcellona, sulla letteratura e l'inquietudine per l'Assoluto.
Nel 1992 si trasferì in Haute-Provence, ai piedi della parete nord del Mont Ventoux, poi in Normandia. Dal '95 al 2011 insegnò nel dipartimento di estetica del Centre Sèvres di Parigi.
Malfermo in salute già da tempo, morì nel 2021 per complicazioni da Covid-19.  Fu sepolto a Étiolles.

## Opere
- Le Salut, incarnation ou mystère pascal, chez les Pères de l'Église, de Saint-Irénée à Saint-Léon le Grand, Parigi, Éditions du Cerf, 1968, 399 pp.

edizione commerciale della tesi in teologia cattolica discussa a Strasburgo nel '68.
- Pour une histoire religieuse de l'expérience littéraire (4 voll. editi dal 1985 e il 1998)
- La Condition du témoin, 1985
- Le Livre des signes, Journal théologique IV, 1993
- Seul avec Dieu : l'aventure mystique, coll. « Découvertes Gallimard / Religions » (Liste des volumes de « Découvertes Gallimard » (1re partie n. 285), Parigi, Gallimard, 1996
- La Chèvre du Ventoux, Journal théologique V, 2001
- (FR) Une vie, Desclée de Brouwer, 2001,  p. 112.

opera autobiografica
- Figures présentes, figures absentes : pour lire Philippe Jaccottet, 2002
- Si ton cœur croit : le chemin d'une foi, 2007
- La passion de l'infini : littérature et théologie, nouvelles recherches, 2011
- Chercher jusqu'à la fin, 2012
- Aimer Nerval, 2014